# Dzair Index
Der Dzair Index ist ein algerischer Aktienindex der Algiers Stock Exchange und stellt den Hauptindex der algerischen Börse dar. Er enthielt Anfang 2025 lediglich 5 Titel. Der Index erreichte im Oktober 2023 ein Allzeit hoch von 3.655.972 NA und im Dezember 2013 ein Rekordtief von 1.073.891 NA.

## Zusammensetzung
Am 24. Januar 2025, enthielt der Dzair Index folgende Titel:
| Symbol | Unternehmen                | Gewichtung | Sektor       |
| ------ | -------------------------- | ---------- | ------------ |
| ALL    | Alliance Assurances        | 6,59 %     | Versicherung |
| BIO    | Biopharm                   | 0,35 %     | Pharmazie    |
| AUR    | EGS El Aurassi             | 0,35 %     | Hotellerie   |
| SAI    | Saidal                     | 0,40 %     | Pharmazie    |
| CPA    | CREDIT POPULAIRE D'ALGERIE |            | Banken       |